# Spremišta podataka
Skladištenje podataka je snimanje (čuvanje) informacija (podataka) u mediju spremišta podataka. DNK i RNK, rukopis, fonografski zapis, magnetna traka i optički diskovi su svi primeri medija za skladištenje. Snimanje se ostvaruje praktično bilo kojim oblikom energije. Elektronsko skladištenje podataka zahteva električnu energiju za skladištenje i preuzimanje podataka.
Čuvanje podataka u digitalnom, mašinski čitljivom mediju ponekad se naziva odlaganjem digitalnih podataka. Računarsko spremište podataka je jedna od osnovnih funkcija računara opšte namene. Elektronski dokumenti mogu biti pohranjeni na mnogo manje prostora nego papirni dokumenti. Bar-kodovi i prepoznavanje znakova magnetnog mastila (engl. magnetic ink character recognition - MICR) dva su načina snimanja mašinski čitljivih podataka na papiru.

## Mediji za snimanje
Medijum za snimanje je fizički materijal na kome se otpremaju informacije. Novostvorene informacije se mogu distribuirati i pohraniti u nekoliko tipova medija: print, film, magnetni i optički. Informacije se mogu videti ili čuti putem više informacionih tokova: telefon, radio i TV, i internet, ili se mogu direktno posmatrati. Digitalne informacije se čuvaju na elektronskim medijima u različitim formatima.
Pri upotrebi elektronskih medija, podaci i mediji za snimanje se ponekad nazivaju „softverom”, uprkos uobičajene upotrebe reči za opisivanje računarskog softvera. Statički mediji (tradicionalna umetnost) i veštački materijali kao što su bojice mogu se istovremeno smatrati opremom i medijumom, jer vosak, drveni ugalj ili materijal krede iz opreme postaju deo površine medija. Neki mediji za snimanje mogu biti privremeni bilo po dizajnu, bilo po prirodi. Isparljiva organska jedinjenja mogu se koristiti radi očuvanja životne sredine ili radi namernog isticanja podataka nakon isteka nekog vremenskog perioda. Podaci kao što su dimni signali ili natpisi na nebu su privremeni po svojoj prirodi. U zavisnosti od isparljivosti, gas (npr. atmosfera, dim) ili površina tečnosti kao što je jezero se smatraju privremenim medijumom za zapisivanje, ako se uopšte mogu smatrati takvim.

## Globalni kapacitet, digitalizacija i trendovi
Godine 2003, jedan izveštaj sa UC Berklija je procenio da je oko pet eksabajta novih informacija proizvedeno u 2002, a da je 92% ovih podataka bilo pohranjeno na hard diskovima. To je bilo dvostruko više od količine podataka proizvede u 2000. godini. Količina podataka koja se prenosila preko telekomunikacionih sistema u 2002. godini iznosila je skoro 18 eksabajta, tri i po puta više nego što je zabeleženo na nepromenljivom spremištu. Telefonski pozivi činili su 98% telekomunikacionih informacija u 2002. godini. Najveća procena istraživača o stopi rasta novonastalih podataka (nekomprimovanih) iznosila je više od 30% godišnje.
Procenjeno je da je 2002. godina bila početak digitalnog doba za čuvanje informacija: doba u kome se više informacija čuva na digitalnim uređajima za skladištenje nego na analognim spremištima. Godine 1986, oko 1% svetskog kapaciteta za skladištenje informacija bilo je u digitalnom formatu; to je poraslo na 3% do 1993. godine, na 25% do 2000. godine, i na 97% do 2007. Ove cifre korespondiraju sa manje od tri kompresovana eksabajta 1986. i 295 kompresovanih eksabajta u 2007. Količina digitalnih skladišta udvostručivala se otprilike svake tri godine. U jednoj studiji ograničenih razmera, Međunarodna korporacija za podatke procenila je da je ukupna količina digitalnih podataka 2007. godine iznosila 281 eksabajt, i da je ukupna količina proizvedenih digitalnih podataka po prvi put premašila globalni kapacitet skladištenja.
Jedna studija objavljena 2011. procenjuje da je svetski tehnološki kapacitet za skladištenje informacija u analognim i digitalnim uređajima porastao sa manje od tri (optimalno kompresovana) eksabajta u 1986. godini, na 295 (optimalno komprimovanih) eksabajta u 2007, i da se udvostručivala otprilike svake tri godine.

## Literatura
- Bennett, John C. (1997). „'JISC/NPO Studies on the Preservation of Electronic Materials: A Framework of Data Types and Formats, and Issues Affecting the Long Term Preservation of Digital Material”. British Library Research and Innovation Report 50.
- Yonego, Joris Toonders (23. 7. 2014). „Data Is the New Oil of the Digital Economy”. Wired. Архивирано из оригинала 05. 07. 2023. г. Приступљено 01. 07. 2023 — преко www.wired.com.
- „Data is the new oil”. 16. 7. 2018. Архивирано из оригинала 2021-10-27. г.
- Akash Mitra (2011). „Classifying data for successful modeling”. Архивирано из оригинала 2017-11-07. г. Приступљено 2017-11-05.
- Tuomi, Ilkka (2000). „Data is more than knowledge”. Journal of Management Information Systems. 6 (3): 103—117. doi:10.1080/07421222.1999.11518258.<
- P. Beynon-Davies (2002). Information Systems: An introduction to informatics in organisations. Basingstoke, UK: Palgrave Macmillan. ISBN 0-333-96390-3.
- P. Beynon-Davies (2009). Business information systems. Basingstoke, UK: Palgrave. ISBN 978-0-230-20368-6.
- Vines, Timothy H.; Albert, Arianne Y. K.; Andrew, Rose L.; Débarre, Florence; Bock, Dan G.; Franklin, Michelle T.; Gilbert, Kimberly J.; Moore, Jean-Sébastien; Renaut, Sébastien; Rennison, Diana J. (2014-01-06). „The availability of research data declines rapidly with article age”. Current Biology. 24 (1): 94—97. ISSN 1879-0445. PMID 24361065. S2CID 7799662. doi:10.1016/j.cub.2013.11.014 .
- Roche, Dominique G.; Kruuk, Loeske E. B.; Lanfear, Robert; Binning, Sandra A. (2015). „Public Data Archiving in Ecology and Evolution: How Well Are We Doing?”. PLOS Biology. 13 (11): e1002295. ISSN 1545-7885. PMC 4640582 . PMID 26556502. doi:10.1371/journal.pbio.1002295.
- Eisenstein, Michael (април 2022). „In pursuit of data immortality”. Nature. 604 (7904): 207—208. Bibcode:2022Natur.604..207E. ISSN 1476-4687. doi:10.1038/d41586-022-00929-3 .
- Liu, Alan (2004). The Laws of Cool: Knowledge Work and the Culture of Information. University of Chicago Press.
- Bekenstein, Jacob D. (август 2003). „Information in the holographic universe”. Scientific American. 289 (2): 58—65. Bibcode:2003SciAm.289b..58B. PMID 12884539. doi:10.1038/scientificamerican0803-58.
- Gleick, James (2011). The Information: A History, a Theory, a Flood. New York, NY: Pantheon.
- Lin, Shu-Kun (2008). „Gibbs Paradox and the Concepts of Information, Symmetry, Similarity and Their Relationship”. Entropy. 10 (1): 1—5. Bibcode:2008Entrp..10....1L. S2CID 41159530. arXiv:0803.2571 . doi:10.3390/entropy-e10010001 .
- Floridi, Luciano (2005). „Is Information Meaningful Data?” (PDF). Philosophy and Phenomenological Research. 70 (2): 351—370. S2CID 5593220. doi:10.1111/j.1933-1592.2005.tb00531.x. hdl:2299/1825 .
- Floridi, Luciano (2005). „Semantic Conceptions of Information”.  Ур.: Zalta, Edward N. The Stanford Encyclopedia of Philosophy (Winter 2005 изд.). Metaphysics Research Lab, Stanford University.
- Floridi, Luciano (2010). Information: A Very Short Introduction. Oxford: Oxford University Press.
- Logan, Robert K. What is Information? – Propagating Organization in the Biosphere, the Symbolosphere, the Technosphere and the Econosphere. Toronto: DEMO Publishing.
- Machlup, F. and U. Mansfield, The Study of information : interdisciplinary messages. 1983, New York: Wiley. xxii, 743 p.  978-0471887171
- Nielsen, Sandro (2008). „The Effect of Lexicographical Information Costs on Dictionary Making and Use”. Lexikos. 18: 170—189.
- Stewart, Thomas (2001). Wealth of Knowledge. New York, NY: Doubleday.
- Young, Paul (1987). The Nature of Information. Westport, Ct: Greenwood Publishing Group. ISBN 978-0-275-92698-4.
- Kenett, Ron S.; Shmueli, Galit (2016). Information Quality: The Potential of Data and Analytics to Generate Knowledge. Chichester, United Kingdom: John Wiley and Sons. ISBN 978-1-118-87444-8. doi:10.1002/9781118890622.
- Buckland, Michael K. (јун 1991). „Information as thing”. Journal of the American Society for Information Science. 42 (5): 351—360. doi:10.1002/(SICI)1097-4571(199106)42:5<351::AID-ASI5>3.0.CO;2-3.
- Beynon-Davies, P. (2002). Information Systems: an introduction to informatics in Organisations. Basingstoke, UK: Palgrave. ISBN 978-0-333-96390-6.
- Beynon-Davies, P. (2009). Business Information Systems. Basingstoke: Palgrave. ISBN 978-0-230-20368-6.